# Armando (álbum)
Armando es el quinto álbum de estudio del rapero cubano Pitbull. Fue lanzado al mercado el 2 de noviembre de 2010. Tres canciones fueron lanzadas como sencillos difundidos para las radios en español y en muchos países latinoamericanos. Según la reseña de AllMusic, el álbum lleva el nombre del padre de Pitbull. Fue certificado con el álbum de oro otorgado por la sección latina de la Recording Industry Association of America, vendiendo 50 000 copias.

## Lista de canciones
| Edición estándar |                                                                                      | |                                   |          |  |
| N.º              | Título                                                                               | Escritor(es) | Productor(es)                     | Duración |  |
| 1.               | «Armando (Intro)» (con The Agents & Papayo)                                          | Armando C. Pérez, William Reyna, Antonio Monge, Rafael Ruiz, Ritter, Yelmen                                                         | The Agents                        | 0:43     |  |
| 2.               | «Maldito Alcohol» (con Afrojack)                                                     | Bradt Torres, Armando C. Perez, TJ Rozdilsky, José García, Jorge Martinez, Warwick Lynn, Frederick Hibbert                          | Afrojack, DJ Buddha               | 3:21     |  |
| 3.               | «Esta Noche» (DJ Antonie vs. Mad Mark & Clubzound Mix)                               | Perez, Nasri Atweh, Adam Messinger, Nolan Lambroza, Urales Vargas, Pal Waaktaar, Morten Harket, Magne Furholmen, Christina Aguilera | DJ Antoine, Mad Mark, Clubzound   | 3:02     |  |
| 4.               | «Mujeres»                                                                            | | Mark Kinchen                      | 3:06     |  |
| 5.               | «Bon, Bon»                                                                           | | Yolanda Be Cool & DCUP, DJ Álvaro | 3:35     |  |
| 6.               | «Guantamanera (She's Hot)»                                                           | | DJ Buddha, Mark Kinchen           | 3:25     |  |
| 7.               | «Tu Cuerpo» (con Jencarlos Canela)                                                   | Armando Peréz, Jencarlos Canela, David "D-Minor" Miranda                                                                            | DJ Class, DJ Buddha               | 4:04     |  |
| 8.               | «Vida 23» (con Nayer)                                                                | Armando Perez, Vargas, Danny Mercer                                                                                                 | DJ Snake, Clinton Sparks          | 3:20     |  |
| 9.               | «Outta Nowhere» (con Danny Mercer & Jamie Drastik)                                   | Perez, Danny Mercer | Danny Mercer                      | 3:26     |  |
| 10.              | «Amorosa» (con Papayo)                                                               | Armando Peréz, Danny Mercer, Papayo                                                                                                 | Mark Kinchen, DJ Laz              | 3:32     |  |
| 11.              | «Watagatapitusberry (Remix)» (con Sensato del Patio, Black Point, El Cata & Lil Jon) | Perez, Dagoberto Mendoza, Vargas, César Melara                                                                                      | DJ Class                          | 3:41     |  |
| 12.              | «Orgullo»                                                                            | Perez, Vargas, Adrian Trejo, Jorge Gómez Martinez, José Garcia, Poncho                                                              | Rocco Valdés                      | 3:17     |  |

| Edición deluxe (Bonus tracks) |                                                                      |                                                              |                         |          |  |
| N.º                           | Título                                                               | Escritor(es)                                                 | Producer(s)             | Duración |  |
| 13.                           | «Yo Quiero (Mi Alma Se Muere Remix)» (con Fuego & Omega "El Fuerte") | Perez, Gigi Barocco, Manuel Corrao, Vargas,                  | Gigi Barocco, DJ Buddha | 4:04     |  |
| 14.                           | «Blanco (Spanish Remix)» (con Pharrell Williams)                     | Armando Peréz, Pharrel Williams, Danny Mercer, Justin Franks | Danny Mercer            | 3:21     |  |

## Listas
| País           | Lista (2010)             | Mejor posición |
| -------------- | ------------------------ | -------------- |
| Estados Unidos | Billboard 200            | 65             |
| Estados Unidos | Billboard Latin Albums   | 2              |
| Estados Unidos | Billboard Rap Albums     | 6              |
| Estados Unidos | Billboard Digital Albums | 12             |